# اومبرتو کولومبو

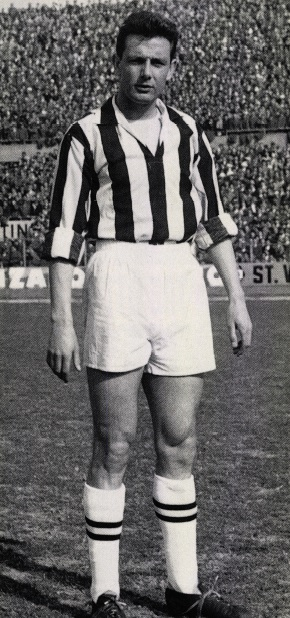
اومبرتو کولومبو

اومبرتو کولومبو (به ایتالیایی: Umberto Colombo) بازیکن فوتبال و اهل ایتالیا است که از سال ۱۹۵۹ میلادی عضو تیم ملی فوتبال ایتالیا بوده و در ۳ بازی ملی حضور داشته‌است. او در بازی‌های ملی‌اش گلی به ثمر نرساند.
اومبرتو کولومبو آخرین بازی ملی خود را در سال ۱۹۶۰ میلادی انجام داد.